# 大峰順二
大峰 順二（おおみね じゅんじ、1947年11月9日 - ）は、群馬県出身の俳優、声優、演出家。東京俳優生活協同組合所属。

## 出演作品

### テレビドラマ
- 風と雲と虹と（1976年、NHK） - 興世王の兵
- 宇宙鉄人キョーダイン（1976年 - 1977年、MBS） - ガブリン親衛隊の声
- 伝七捕物帳 （NTV）
  - 第130話「涙にぬれた罪の花」（1976年）- 権蔵
  - 第158話 「寄り合う肩に情の十手」（1977年）- かわら版屋
- 未来からの挑戦（1977年、NHK）
- 太陽にほえろ!（NTV）
  - 第263話「罠」（1977年）
  - 第289話「殿下と少年」（1978年）
  - 第395話「爆破魔」（1980年）
  - 第603話「陽炎の街」（1984年）
  - 第690話「私が七曲署の藤堂だ」（1986年）
- 日本の戦後 第7話「退陣の朝」（1977年、NHK）
- 達磨大助事件帳（1978年、ANB）
  - 第15話「十手に光る父子星」
  - 第29話「泣くな妹よ」
- 若さま侍捕物帳 第11話「参上!! 恐怖の妖刀」（1978年、NTV）
- たとえば、愛 第10話（1979年、TBS）
- 江戸の牙 第1話「炎上！ 赤馬を斬れ」（1979年、ANB）
- Gメン'75　 第233話 「金髪女性連続殺人事件」（1979年、TBS）
- 新五捕物帳 第103話「岡っ引きの運命」（1980年、NTV）
- 俺はおまわり君 第5話「ついてない、今日もまたまた…」（1981年、NTV）
- 価格破壊（1981年、NHK）
- 峠の群像（1982年、NHK） - 侍
- 火曜サスペンス劇場 張り子の虎（1983年、NTV）
- 徳川家康 第49話「落城」（1983年、NHK） - 宗三郎
- 若き血に燃ゆる〜福沢諭吉と明治の群像（1984年、TX）
- 事件記者チャボ! 第11話「チャボ、危機一パツ!」（1984年、NTV） - 記者
- 澪つくし（1985年、NHK）
- マネーの天使〜あなたのお金、取り戻します!〜 第9話「修羅場！ 3姉妹のドロドロ遺産相続」（2016年、NTV） - 仲川恒雄

### テレビ番組
- 中学生日記
- 英会話教室
- 世界で一番美しい瞬間（2014年 - 2016年、NHK BSプレミアム） - ボイスオーバー

### 舞台
※いずれも劇団銅鑼の作品
- 禁じられた遊戯（1979年）[1]
- あっぱれクライトン（1982年） - 演出補[1]
- 暮しの詩（1992年） - 演出[1]
- 俺たちの甲子園（1995年） - 演出[1]
- らぶそんぐ（1998年） - 作・演出（早川昭二と共同）[1]